# Arvo Lindén
Arvo Leander Lindén (Tampere, Pirkanmaa, 27 de febrer de 1887 - Hèlsinki, 18 de març de 1941) va ser un lluitador finlandès que va competir a primers del segle xx. El 1908 va prendre part en els Jocs Olímpics de Londres, on guanyà la medalla de bronze de la categoria del pes lleuger de lluita grecoromana, en perdre contra Enrico Porro en la final.